# Matrimony's Speed Limit
Matrimony's Speed Limit is een Amerikaanse korte film uit 1913 geregisseerd door vrouwelijke filmpionier Alice Guy-Blaché. Het is een van slechts twee films die ze gemaakt heeft die niet verloren is gegaan.

## Verhaal
Een arme man wil geen financiële hulp ontvangen van zijn vriendin, dus bedenkt ze een plannetje waarmee ze hem het geld kan geven. Ze doet alsof een rijke tante hem een miljoen dollar belooft als hij voor zonsopgang trouwt. In paniek begint de man willekeurige vrouwen ten huwelijk te vragen maar als dat mislukt besluit hij zelfmoord te plegen door op de weg te gaan liggen en wachten tot de eerstvolgende koets die langsrijdt hem overrijdt. Maar die koets stopt in een keer en zijn vriendin als bruid komt er uitgestapt met de pastoor die hen gaat trouwen.

## Cast
| Acteur            | Personage |
| ----------------- | --------- |
| Fraunie Fraunholz | Fraunie   |
| Marian Swayne     | Marian    |

## Achtergrond
In 2003 werd Matrimony's Speed Limit opgenomen in de National Film Registry.